# John Siddeley (1er barón Kenilworth)
John Davenport Siddeley, primer barón de Kenilworth (5 de agosto de 1866 - 3 de noviembre de 1953), fue un pionero de la industria del motor en el Reino Unido, fabricando motores y fuselajes aeronáuticos, así como vehículos de motor.

## Carrera
Siddeley nació en Longsight, Mánchester, en 1866, siendo el primogénito de William Siddeley y de su esposa Elizabeth Davenport. Primero trabajó para su padre como aprendiz de calcetero, pero tomó clases nocturnas de dibujo. En 1892, el joven piloto y diseñador de bicicletas fue contratado como delineante por la Humber Cycle Company. El entonces director gerente de Dunlop lo contrató como gerente de ventas de los neumáticos de la compañía en Belfast. En 1900, siendo director gerente de la Clipper Tire Company, subsidiaria de Dunlop en las Midlands, adquirió notoriedad en la industria del motor al conducir un automóvil Daimler de 6 hp con notable éxito en la Prueba de las Mil Millas de Inglaterra organizada por el Automóvil Club de Gran Bretaña. A continuación recorrió Gran Bretaña en bicicleta, completando el trayecto de Land's End a John o' Groats (desde el extremo suroeste al extremo noreste de la isla) para dar a conocer un nuevo neumático.
Se casó en 1893 con Sarah Mabel Goodier, hija de James Goodier de Macclesfield, y vivieron en Belfast por un corto tiempo. En agosto de 1894 residían en Meriden, Coventry, donde nació su hijo mayor, Cyril. Tendrían tres hijos y dos hijas.

## Automóviles

1902 Siddeley 8 hp

Siddeley fundó la Siddeley Autocar Company en 1902 para fabricar automóviles con diseños Peugeot. Presentó sus modelos de demostración basados en Peugeot en el Crystal Palace en 1903. Hacia 1905, la compañía tenía una docena de modelos a la venta y algunos de ellos construidos para Siddeley por Vickers en la fábrica de Crayford, Kent.
Durante 1905, Wolseley, que entonces dominaba el mercado de automóviles en el Reino Unido, compró el fondo de comercio y los derechos de patente de la Siddeley Autocar Company y nombró a Siddeley gerente de ventas en Londres de la The Wolseley Tool and Motor Car Company Limited dirigida por Herbert Austin y propiedad de Vickers, Sons and Maxim. Unos meses más tarde, Herbert Austin dejó Wolseley para fundar su propia compañía, la Austin Motor Company, y Siddeley fue nombrado gerente de Wolseley en su lugar y, sin solicitar autorización para ello, agregó el nombre de la compañía Siddeley al emblema de los coches Wolseley.
Renunció a Wolseley en 1909 para asociarse con H. P. P. Deasy y pasar a administrar la Deasy Motor Company, también de Coventry.

## Expansión en tiempo de guerra

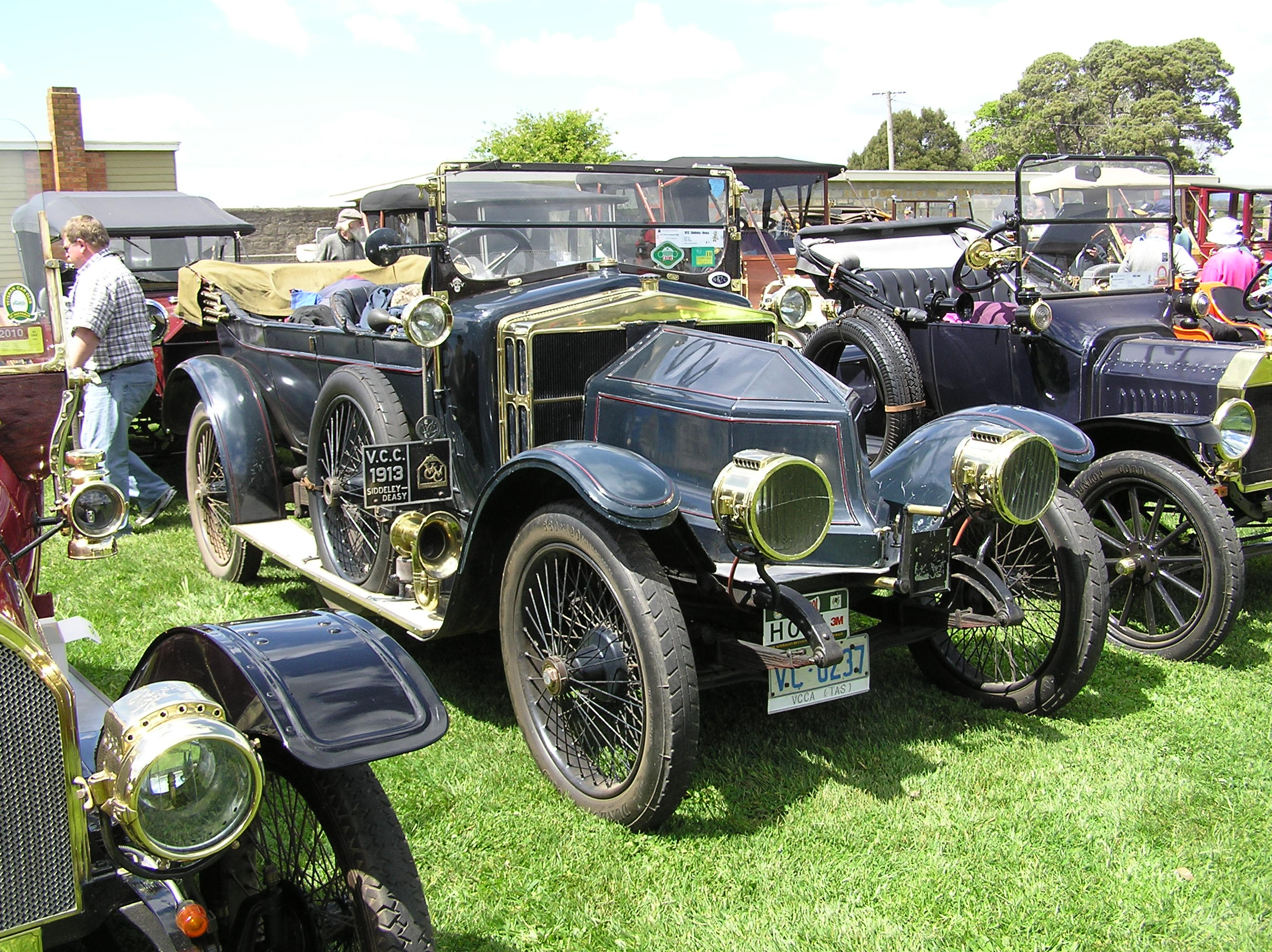
Siddeley-Deasy 18-24hp de 1912

En 1912, cuando Deasy dimitió debido a su mala salud, Siddeley había añadido su nombre al radiador de los productos Deasy. En noviembre de 1912, el negocio de Deasy se convirtió, por una votación entre los accionistas, en Siddeley-Deasy. Durante Primera Guerra Mundial creció rápidamente, produciendo motores y fuselajes de aeronave con la asistencia de personal distinguido de la Royal Aircraft Factory en Farnborough-
. También fabricó vehículos motorizados, incluidos ambulancias, que utilizan chasis Rover y motores Daimler y Aster, llegando a emplear a unos 5000 trabajadores. Fue nombrado Comandante de la Orden del Imperio Británico en 1918 por su contribución al esfuerzo bélico durante la Primera Guerra Mundial.
En 1918, John Siddeley y su familia se mudaron a Crackley Hall, Kenilworth. El mismo edificio se convirtió más tarde en la St Joseph's School y ahora es la Crackley Hall School.

### Armstrong Siddeley Motors
Siddeley acordó la adquisición del negocio de automóviles, motores de aviones y aviones de Siddeley-Deasy por la empresa Sir W G Armstrong Whitworth and Co Ltd, y su fusión con el departamento de motores de Armstrong Whitworth en 1919. Cambiaron el nombre de su nueva entidad a Armstrong Siddeley Motors, que continuaría hasta 1960.
El nuevo holding de Siddeley a su vez fundó la compañía Sir W G Armstrong Whitworth Aircraft en julio de 1920.
Armstrong Siddeley Motors adoptó con entusiasmo las aleaciones de aluminio para los motores, un enfoque bastante común para los motores de aviones, pero Armstrong-Siddeley también sería una de las primeras empresas en aplicarlas a los automóviles. Para proporcionar un suministro de las nuevas aleaciones para fabricar pistones más sofisticados, Siddeley financió en 1927 a Wallace Charles Devereux para que estableciera la compañía High Duty Alloys Ltd., como reemplazo de Peter Hooker, que había entrado en liquidación.
Posteriormente, Siddeley se aprovechó de las dificultades financieras de las empresas matrices Armstrong y Vickers a mediados de la década de 1920 y en 1927 había conseguido el control de los tres negocios. Permaneció como su presidente hasta 1935, cuando a la edad de 70 años, organizó su última adquisición, la compra de Hawker Aircraft para formar Hawker Siddeley aunque los negocios de Siddeley mantuvieron su identidad propia. Gracias a este acuerdo, recibió "un millón de libras y numerosos beneficios".

## Nobleza

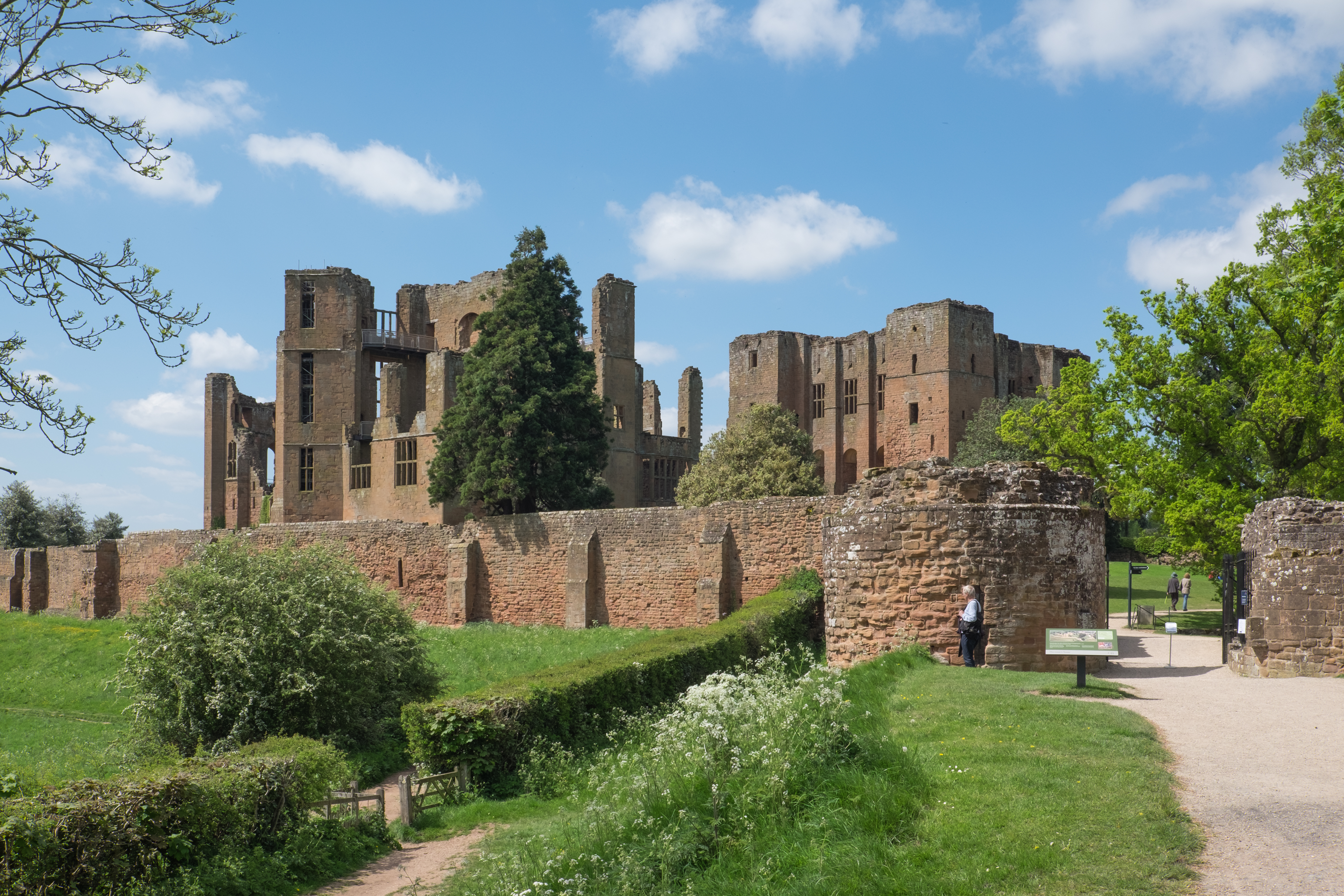
Castillo de Kenilworth, comprado por Siddeley y donado a la nación

Siddeley fue nombrado caballero en 1932, sirviendo como High Sheriff de Warwickshire. Sir John Siddeley resultó elegido presidente de la Sociedad de Fabricantes y Comerciantes de Motores para 1937-1938, el más alto honor que la industria británica del automóvil podía otorgar. Ese mismo año fue elevado a la nobleza como Barón Kenilworth, de Kenilworth en el condado de Warwick. También fue elegido presidente de la Sociedad de Constructores de Aeronaves Británicos para 1932-1933 (ahora, Sociedad de Empresas Aeroespaciales Británicas) y presidente de la Federación Nacional de Ingenieros y Empleadores Aliados para 1935-1936.
Al retirarse compró y regaló a la nación el histórico castillo de Kenilworth. Para conmemorar la coronación de Jorge VI del Reino Unido e Isabel Bowes-Lyon en 1937, Lord Kenilworth también hizo una donación de 100.000 libras a las Granjas Escuelas de Fairbridge en Australia, una organización benéfica para ofrecer oportunidades y educación en el extranjero a los jóvenes de hogares rotos.
Tras su jubilación se trasladó a Jersey, donde murió siendo un hombre rico pocos días después que su esposa en noviembre de 1953, a los 87 años de edad, exiliado voluntario por motivos fiscales.
Fue sucedido en la baronía por su hijo Cyril.

## Imágenes
|  |  |  |  |

## Sucesión nobiliaria
| Predecesor: Nueva creación | Baron Kenilworth 1937–1956 | Sucesor: Cyril Davenport Siddeley |

- Datos: Q1699761
- Multimedia: John Davenport Siddeley / Q1699761